# Долинский, Эммануил Давидович
Эммануил Давидович Долинский (1914—1986) — советский инженер-технолог, лауреат Ленинской премии.
Окончил Ленинградский политехнический институт (1937).
С 1937 по 1979 год работал на Ленинградском металлическом заводе: инженер, с 1948 года начальник 1-го паротурбинного цеха, заместитель генерального директора по производству.
Ленинская премия 1963 года — за участие в создании паровой турбины ПВК-200-130 мощностью 200000 кВт на заданные параметры.